# 倒地蜈蚣
倒地蜈蚣（学名：Torenia concolor），為母草科蝴蝶草屬的植物。其种加词“concolor”意为“同色的”。匍匐性多年生草本，原產於台灣，主要分布於中、低海拔山區，生長在較潮溼且有半日照的路邊、荒地、草叢、林緣與林中步道。不定根極為發達，會緊密貼合地面，抵抗強風大雨，而難以去除。

## 形態

### 葉
單葉對生，具短柄，葉形變化大，卵形至三角狀卵形，端部鈍、急尖、銳尖，基部截形，葉尖銳型至漸尖型，葉緣疏鋸齒，葉長一至五公分，寬八至二十五公釐，葉面綠色，兩面疏被毛茸或近無毛，葉脈中肋於表面凹下而於背面隆起，側脈各三至五條，葉柄長二至十五公釐。

### 莖
莖纖細，匍匐性，長三十至一百公分，可達五公尺，具四稜，莖多分枝，分枝上升或直立，小枝長十至三十公分，節上生根。

### 果實
蒴果長型，包夾在5稜的宿存花萼內，成熟後自行開裂，種子細小粉末狀。

### 花
花單一，腋生，花萼筒狀，5稜，花冠先端呈二唇型，上唇淺裂，下唇3裂，花梗在結果時會增厚。花瓣4，花色藍紫色，偶有白色，長2.5-4公分，喉部有淡紫色條紋，雄蕊四枚，二長二短，二強雄蕊，前方花絲底部具一枚附屬物，附屬物線形，長二至四公釐，花藥兩兩相聯，成對著生。雌蕊柱頭2叉。花期為12月到次年8月。

## 名稱由來
植株莖節會長出不定芽，把莖牢牢固定在地面，因此被稱作「釘地蜈蚣」。而因為一對對小葉著生在纖細的枝條上，平鋪於地面，就像百足類的蜈蚣一般，所以被叫做「倒地蜈蚣」。此外，因為花冠看起來像四方型，而被稱作「四角銅鑼」。

## 用途

### 景觀用途
匐地性極佳且耐貧瘠地，抗病蟲害，並能陸續開出鮮豔的小花，因此極適合於校園或庭園造園。

### 藥用

#### 藥性
性微寒，味甘酸微苦。全草(根、莖、花、葉)皆可使用且全年皆可口採收，以酒炙、醋炒或蜜炙後使用。全草具有消炎解毒、消腫退癀、利尿解熱的功效。主治受熱中暑、火燙傷、口腔炎、高血壓、流鼻血、肺炎、腸胃炎、痢疾、皮膚病、飛蛇瘡疽、甲邊疔、筋骨痛、各種腫瘡、傷風感冒、關節炎肌腱炎等。兼治肝炎。釘地蜈蚣屬於台灣民間草藥，嘉義地區長久以來就廣泛使用，由於貨源充足，藥性溫和，極少有副作用，在臨床上只要確切掌握病情，配伍中藥，對中醫骨傷科是有極大的幫助。

## 同名異物
蕨類中七指蕨科的倒麒麟藥材也叫倒地蜈蚣，但本種為雙子葉植物，有花，可作為明顯的區別特徵。

## 別名
又名釘地蜈蚣、四角銅鐘、蜈蚣草、單色蝴蝶草、過路蜈蚣、單色蝴蝶草、拉拉用。